# 산달도
산달도(山達島)는 경상남도 거제시 거제면에 속한 섬이다. 

## 지형
이 섬은 면적 2.97km2이며, 거제만의 중앙에 위치한다. 중앙에 세 개의 산이 있다. 섬인 관계로 어항이 발달되어 있다. 주 생산물은 유자와 굴이다.

## 역사
신석기 시대의 유물인 조개더미가 있던 것을 시초로, 1470년 수군절도사의 수영이 위치하였다. 

## 교통
법동리와 이 곳을 오가는 산달페리가 1시간 간격으로 운행되었으나, 2018년 9월 20일 산달연륙교의 완공으로 도로교통의 수혜를 입게 되었다. 섬 내의 교통수단으로는 전체를 일주하여 법동리까지 향하는 마을버스가 운행된다. 어항으로는 산전항과 산후항이 있다.